# Anuvat Kevszamrüt
Anuvat Kevszamrüt (thai nyelven: อนุวัฒน์ แก้วสัมฤทธิ์, népszerű latin betűs átírással: Anuwat Kaewsamrit (1981. november 17.) thai nemzetiségű thai bokszoló, hatszoros világbajnok. Időnként más küzdősportokban is versenyez (szansou).

## Élete és pályafutása
Anuvat Kevszamrüt Thaiföld egyik déli tartományában, Nakhonszithammaratban született. Tizenhárom évesen kezdett el komolyan foglalkozni a thai boksszal, tizennégy évesen vívta első mérkőzését. Első Rajadamnern stadionbeli mérkőzése után döntött úgy, hogy hivatásos thai bokszoló akar lenni.
2009-ben az Ázsiai Harcművészeti Játékokon ezüstérmet szerzett szansou kategóriában.
2011 májusa óta az Amerikai Egyesült Államokban, az Evolve MMA csapatában edz.